# Àtila canyella
L'àtila canyella(Attila cinnamomeus) és una espècie d'ocell de la família dels tirànids (Tyrannidae) que habita manglars, boscos pantanosos altres zones forestals de Colòmbia, sud i est de Veneçuela, Guaiana, est de l'Equador, nord-est del Perú, nord de Bolívia i oest del Brasil.